# Philomena Cheyech
Flomena Cheyech Daniel (* 5. Juli 1982) ist eine kenianische Langstreckenläuferin, die sich auf Straßenläufe spezialisiert hat.

## Leben
Bei den Crosslauf-Weltmeisterschaften 1999 in Belfast wurde sie im Juniorinnenrennen Zehnte und gewann mit der kenianischen Mannschaft Silber.
Als Mitglied des Firmenteam der Modekette Uniqlo wurde sie 2008 Zweite bei der japanischen Firmenmeisterschaft im Halbmarathon. 2009 siegte sie bei derselben Veranstaltung und wurde Siebte beim Sapporo-Halbmarathon. Bei den Halbmarathon-Weltmeisterschaften in Birmingham kam sie auf den achten Platz.
2010 verteidigte sie ihren Titel bei der japanischen Firmenmeisterschaft und wurde Dritte in Sapporo.
2012 siegte sie beim Porto-Alegre-Marathon, wurde Zweite bei der Meia Maratona das Cataratas und gewann die 10 km von Fortaleza. Im Jahr darauf triumphierte sie bei Roma – Ostia, Vienna City Marathon und beim Toronto Waterfront Marathon.
Am 6. April 2014 gewann sie den Paris-Marathon in 2:22:41 Stunden.
Flomena Cheyech Daniel wird von Demadonna Athletic Promotions betreut.

## Sportliche Erfolge
| Datum/Jahr    | Rang | Wettbewerb           | Austragungsort | Zeit     | Bemerkung                                   |
| ------------- | ---- | -------------------- | -------------- | -------- | ------------------------------------------- |
| 6. Apr. 2014  | 1    | Paris-Marathon       | Paris          | 02:22:41 | Siegerin mit persönlicher Marathon-Bestzeit |
| 14. Apr. 2013 | 1    | Vienna City Marathon | Wien           | 02:24:34 |                                             |

## Persönliche Bestzeiten
- 5000 m: 15:19,47 min, 9. Mai 2009, Miyoshi
- 10.000 m: 31:58,50 min, 11. Oktober 2008, Kōbe
- 10-km-Straßenlauf: 31:43 min, 21. März 2010, Yamaguchi (Zwischenzeit)
- Halbmarathon: 1:07:39 h, 3. März 2013, Ostia
- Marathon: 2:21:22 Stunden, 9. April 2017, Paris